# 小苜蓿
小苜蓿（学名：Medicago minima）为豆科苜蓿属下的一个种。